# Samsu-ditana

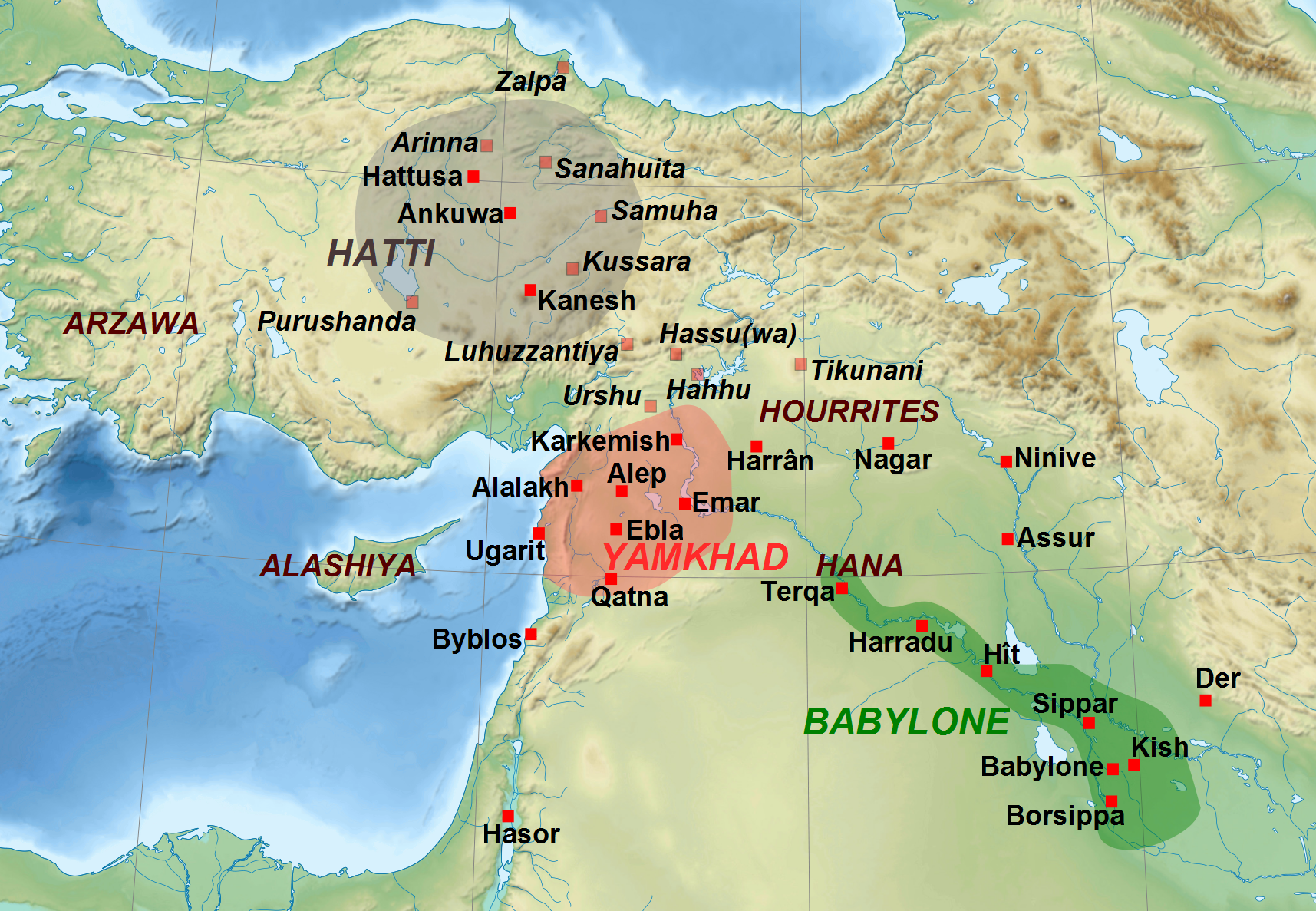
Le Moyen-Orient au moment du règne de Samsu-ditana, avant les offensives hittites. La localisation des sites dont les noms sont en italiques et l'extension des royaumes sont très approximatives.

Samsu-ditana fut roi de Babylone de 1625 à 1595 av. J-C. Il est le dernier roi de la dynastie amorrite de la ville, ou la Première dynastie de Babylone. À sa mort, les écrits des structures administratives de la Babylonie disparaissent, ce qui laisse supposer une profonde crise politique.
Suivant une chronique babylonienne plus tardive, son règne s'achève par une attaque menée par le roi hittite Mursili Ier. Cette guerre est un désastre pour Babylone, qui est prise et mise à sac. La mort de Samsu-ditana est censée avoir eu lieu lors de ces évènements. Il semble en fait que la Babylonie ait alors eu affaire à des attaques de plusieurs peuples voisins, dont les Kassites et les Élamites, en plus des Hittites venus de bien plus loin. C'est en tout cas ce qui ressort de l'analyse d'une consultation oraculaire demandée par Samsu-ditana et recopiée au Ier millénaire en Assyrie, dont l'authenticité reste à déterminer.
Il est généralement admis que la dynastie kassite de Babylone parvint à monter sur le trône de la ville après la guerre et le départ des Hittites, avec le roi Agum II, même si cette vision commence à être remise en cause aujourd'hui : les événements qui vont de la prise de Babylone jusqu'à l'affirmation de la dynastie kassite sur le trône de cette ville à partir de Burna-Buriash Ier et ses successeurs sont inconnus.